# 新座郵便局
新座郵便局（にいざゆうびんきょく）は埼玉県新座市にある郵便局。民営化前の分類では集配普通郵便局であった。

## 概要
住所：〒352-8799 埼玉県新座市野火止8-1-5

## 沿革
- 1872年8月4日（明治5年7月1日） - 大和田郵便取扱所として開設[1]。
- 1874年（明治7年）1月 - 大和田郵便役所となる。
- 1875年（明治8年）1月1日 - 大和田郵便局（四等）となる。同年5月2日より為替取扱を開始。
- 1885年（明治18年）10月1日 - 貯金取扱を開始。
- 1958年（昭和33年）9月11日 - 新座郵便局に改称[2]。
- 1965年（昭和40年）10月31日 - 電話交換および和文電報配達事務を、志木電報電話局、大井電報電話局、所沢電報電話局に移管。
- 1965年（昭和40年）11月29日 - 特定郵便局から普通郵便局に局種別改定。
- 1975年（昭和50年）8月18日 - 新座市野火止772-1から、同市野火止八丁目1-5に局舎を新築、移転。
- 1999年（平成11年） - 外国通貨の両替および旅行小切手の売買に関する業務取扱を開始。
- 2007年（平成19年）10月1日 - 民営化に伴い、併設された郵便事業新座支店に一部業務を移管。
- 2012年（平成24年）10月1日 - 日本郵便株式会社発足に伴い、郵便事業新座支店を新座郵便局に統合。

## 取扱内容
- 郵便、印紙、ゆうパック、内容証明
- 貯金、為替、振替、振込、国際送金、国債、投資信託
- 生命保険、バイク自賠責保険、自動車保険、がん保険、引受条件緩和型医療保険
- ゆうちょ銀行ATM
- 新座市内の集配業務
- ゆうゆう窓口

## 周辺
- 新座市役所
- 新座警察署
- 平林寺
- 国道254号
- ヤオコー新座店
- ダイソー新座店
- ドンキホーテ新座店
- 肉の万世新座店

## アクセス
- JR武蔵野線 新座駅から徒歩約16分
- 西武バス 新座警察署前停留所下車
- 関越自動車道 所沢ICから南東へ約4km、東京外環自動車道 和光ICから北西へ約5km
- 駐車場あり：21台